# Japanse oester

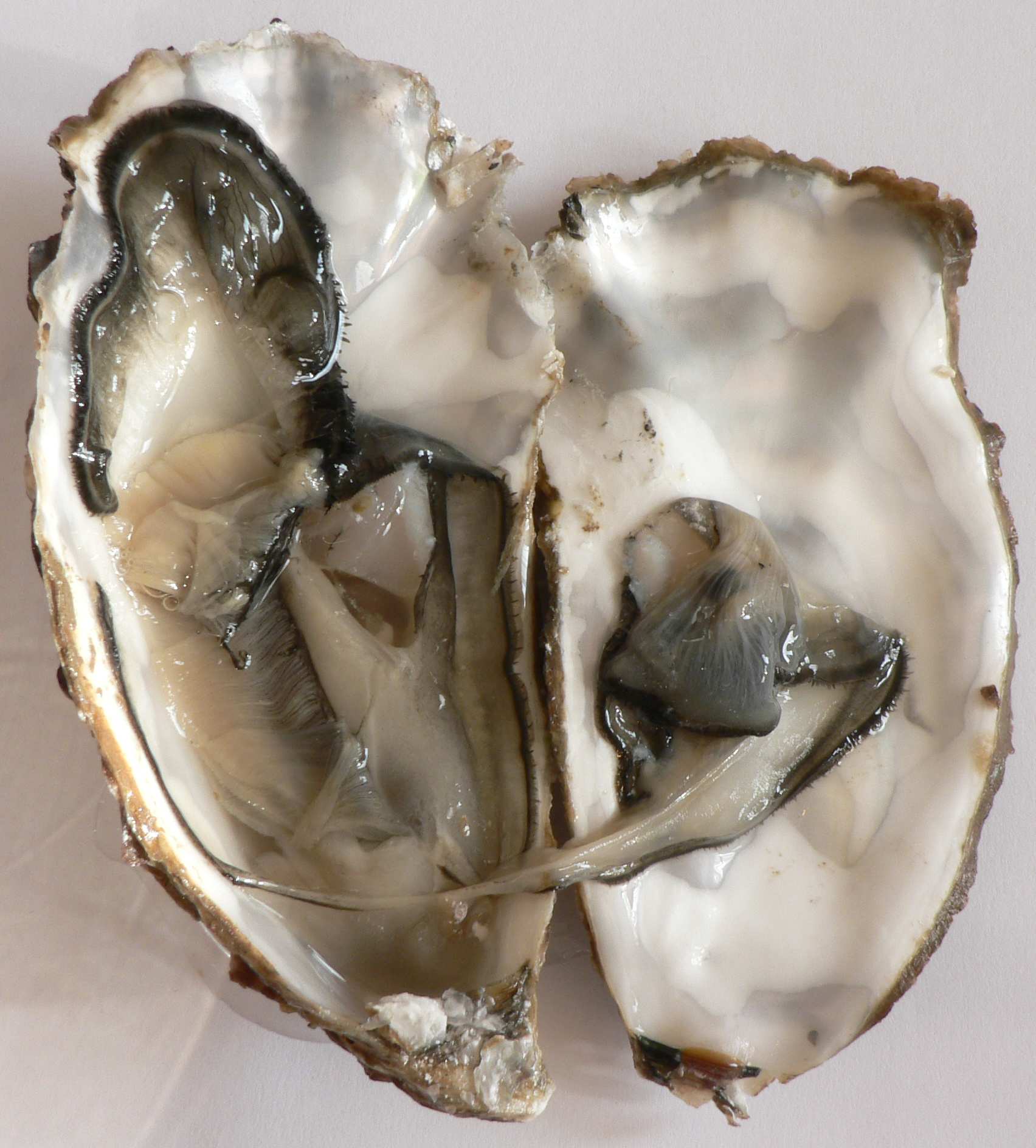
Binnenzijde van de Japanse oester. In de rechterschelphelft het achtergebleven deel van de sluitspier, onderaan in de foto de umbo

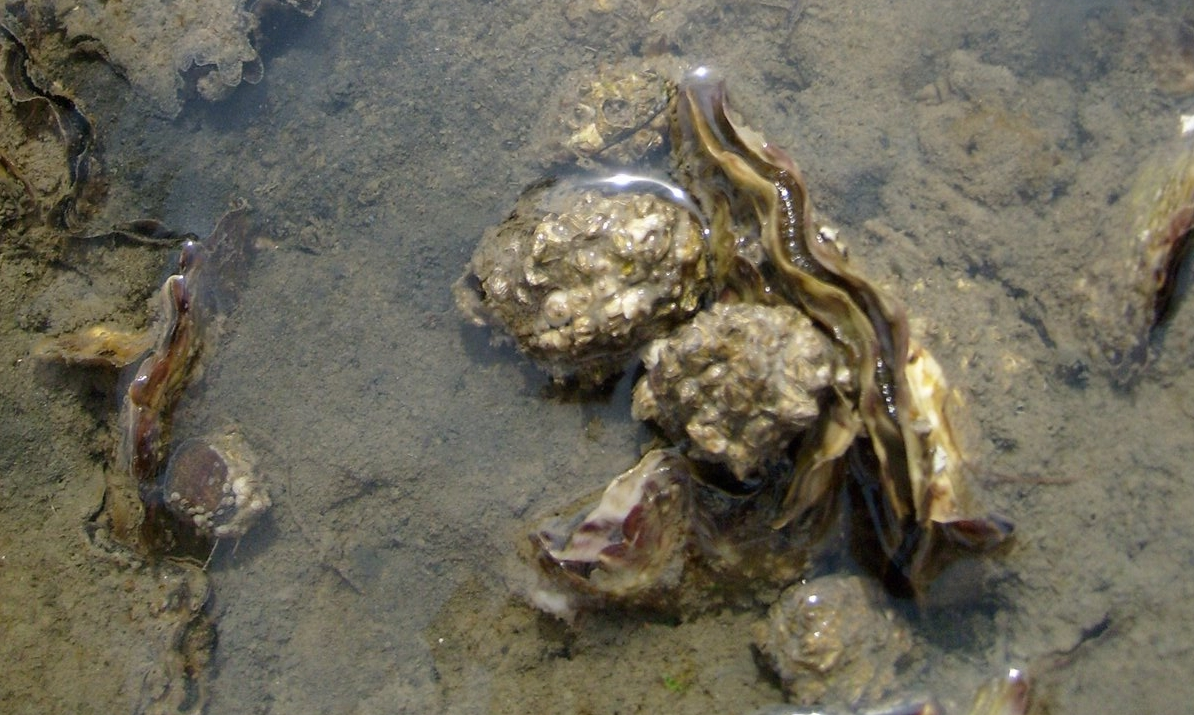
Japanse oesters in situ in de Waddenzee bij Schiermonnikoog

De Japanse oester (Magallana gigas), is een eetbaar weekdier uit de klasse tweekleppigen (Bivalvia). De Japanse oester is nauwelijks te onderscheiden van de Portugese oester. Daarom beschouwen veel auteurs deze twee soorten als een. In dat geval is de oudste naam, Magallana gigas (Thunberg, 1793), de geldige naam en wordt de andere, Magallana angulata (Lamarck, 1819), een synoniem. De Japanse oester wordt door de Zeeuwen creuse genoemd en is een exoot die na de uitbraak van de oesterziekte in 1962/63 geïntroduceerd werd ter stimulering van de handel in oesters.
De Japanse oester is in staat om zich zowel op een harde ondergrond als op een zachte ondergrond te vestigen. Hij komt nu voor in de kuststreken van Nederland en België en is bezig met een enorme opmars. Hij wordt daarbij geholpen doordat hij het 'zaad' van de mossel, de kokkel en de platte oester uit het water filtert en consumeert. Na de Zeeuwse wateren, wordt hij ook meer en meer in de Waddenzee aangetroffen. Volwassen exemplaren van de Japanse oester kunnen in het algemeen 80 mm tot 400 mm groot zijn.

## Verspreiding
De Japanse oester is inheems in het noordwesten van de Stille Oceaan, waaronder Rusland, China en Korea. Het is de meest gekweekte en geoogste schelpdiersoort ter wereld, geïntroduceerd in ten minste 52 landen. Het heeft broedpopulaties gevestigd in de noordoostelijke Stille Oceaan (VS-Canada), de Zuidwestelijke Stille Oceaan (Australië-Nieuw-Zeeland), de noordoostelijke Atlantische Oceaan (Europa), de zuidwestelijke Atlantische Oceaan (Argentinië-Brazilië) en de Indische Oceaan (Zuid-Afrika). Op geïntroduceerde locaties begint blijft de Japanse oester vaak beperkt tot de aquacultuurgebieden, met slechts sporadische en beperkte reproductie, maar wordt later een belangrijke biomassacomponent. Dit proces, dat 3-10 decennia heeft geduurd, heeft plaatsgevonden in onder andere Brits-Columbia, Washington, de Noordzee, de Atlantische kust van Patagonië, Hawaï en Australië. In sommige gevallen vormt de Japanse oester risico's voor inheemse oesterpopulaties, waaronder concurrentie, hybridisatie en introductie van geassocieerde organismen (bijvoorbeeld parasieten, aangroeiende soorten en oesterroofdieren).

## Ecologische betekenis in Nederland
De meningen over de sterke groei van de Japanse oester in de Zeeuwse wateren en de Waddenzee verschillen. Door de een wordt Japanse oester beschouwd als een plaag. Door de ander wordt het dier gezien als een waardevol element in mariene kustecosystemen als Waddenzee en Oosterschelde.

### Plaag of natuurwaarde
In onderzoek uit 2007 wordt aangenomen dat de dominantie van de Japanse oester in de Oosterschelde zijn invloed heeft op diverse functies. De volgende effecten zijn genoemd als direct gevolg van de Japanse oester (gebaseerd op onderzoek van Imares uit 2005):
- Verandering habitat zacht substraat naar hard substraat
- Vermindering biodiversiteit harde substraten
- Overwoekering op schelpdierkweekpercelen
- Bezwaren voor recreatief gebruik
- Economische aspecten.

Bovendien kan de Japanse oester een effect hebben op ontwikkelingen die in de Oosterschelde optreden zoals zandhonger en vermindering van draagkracht.
Teneinde te onderzoeken of het nodig is beheersmaatregelen te nemen als gevolg van de explosieve ontwikkeling van de Japanse oester is een experiment gaande in de Oosterschelde om oesters weg te vissen om de gevolgen daarvan te onderzoeken. De Japanse oester heeft in Nederland vrijwel geen natuurlijke vijanden en is door de daar voorkomende vogels, op meeuwen na, niet te openen. Het zou daarom een negatief effect hebben op de aantallen van sommige vogels van de Europese kustwateren. Ook zou dit dier de larven van de mossel, de kokkel en de gewone oester consumeren. Het gevolg hiervan zou kunnen zijn dat deze schelpdieren – die een belangrijke voedselbron voor vogels en eenden vormen – teruglopen met voedseltekort als gevolg.
Verder is er een (gering) negatief gevolg voor de gezondheid van zwemmers en wadlopers. De oester positioneert zich zodanig dat een scherpe rand boven het zand uitsteekt. Dit heeft (soms diepe) vleeswonden tot gevolg bij zwemmers in vooral het Veerse Meer en de Oosterschelde en bij wadlopers.
Volgens anderen zou in de Waddenzee de opmars van de Japanse oester echter bijdragen aan het herstel van de mosselbanken die in de jaren 1990 geheel zijn opgevist. Mossels kunnen zich moeilijk in het kale zand vestigen, maar tussen de creuses blijken ze tegen de verwachting in goed te groeien. De Japanse oesterriffen blijken een waardevolle habitat te zijn voor een groot aantal andere soorten die tussen de scherpe schelpen bescherming vinden. Naast mossels zijn dat onder andere strandkrabben, alikruiken, keverslakken, krabben en vissen. De krabben, mossels en vissen vormen weer een voedselbron voor vogels. Volgens biologen zou het zeegras in de luwte van de Japanse oesterriffen goed kunnen groeien. De vraag of deze invasieve exoot een plaag is, of een positieve bijdrage aan de natuur vormt, moet nog beantwoordt worden.

## Consumptie
De Japanse oester is eetbaar, zowel rauw als bereid. In sommige restaurants is hij op de menukaart te vinden. Voor consumptie wordt de oester vaak eerst aan de buitenzijde schoongemaakt, waarna deze 24 uur op schoon water wordt gezet. Om de oester goed te kunnen openen wordt deze dan, in verband met de vlijmscherpe schelpranden, eerst in een schone doek gewikkeld. Hierna kan de oester een stukje worden geopend door het insteken van een oestermes tussen de schelphelften, met vervolgens langs de plattere schelphelft ongeveer halverwege een doorhaal van de sluitspier waarmee de oester het sluiten van de schelphelften bedient.

## Kenmerken
Het DNA van deze oester is ontrafeld en daaruit blijkt dat het genetisch goed aangepast lijkt aan het leven in de getijdenzone, waar hij regelmatig te verduren krijgt met droge lucht, felle zon en vuil. Het dier kan wel 88 verschillende stresseiwitten produceren (mensen maar 17).